# Marion County (Kansas)
Marion County ist ein County im Bundesstaat Kansas der Vereinigten Staaten. Der Verwaltungssitz (County Seat) ist Marion. Das U.S. Census Bureau hat bei der Volkszählung 2020 eine Einwohnerzahl von 11.823 ermittelt.

## Geographie
Das County liegt östlich des geographischen Zentrums von Kansas und hat eine Fläche von 2470 Quadratkilometern, wovon 27 Quadratkilometer Wasserfläche sind. Es grenzt im Uhrzeigersinn an folgende Countys: Dickinson County, Morris County, Chase County, Butler County, Harvey County, McPherson County und Saline County.

## Geschichte
Marion County wurde am 30. August 1855 als Original-County aus Teilen des Kansas-Territoriums gebildet und gehört zu den ersten 33 Countys, die von der ersten Territorial-Verwaltung gebildet wurden. Benannt wurde es nach Francis Marion, auch bekannt als Swamp Fox, einem Oberstleutnant der Kontinentalarmee und späteren Brigadegeneral der South Carolina Miliz während des Amerikanischen Bürgerkriegs.
27 Bauwerke und Stätten des Countys sind im National Register of Historic Places eingetragen (Stand 30. August 2017).

## Demografische Daten
Nach der Volkszählung im Jahr 2000 lebten im Marion County 13.361 Menschen in 5114 Haushalten und 3687 Familien im Marion County. Die Bevölkerungsdichte betrug 5 Einwohner pro Quadratkilometer. Ethnisch betrachtet setzte sich die Bevölkerung zusammen aus 97,06 Prozent Weißen, 0,47 Prozent Afroamerikanern, 0,59 Prozent amerikanischen Ureinwohnern, 0,19 Prozent Asiaten, 0,01 Prozent Bewohnern aus dem pazifischen Inselraum und 0,55 Prozent aus anderen ethnischen Gruppen; 1,14 Prozent stammten von zwei oder mehr Ethnien ab. 1,92 Prozent der Bevölkerung waren spanischer oder lateinamerikanischer Abstammung.
Von den 5114 Haushalten hatten 30,5 Prozent Kinder unter 18 Jahren, die mit ihnen gemeinsam lebten. 63,8 Prozent waren verheiratete, zusammenlebende Paare, 5,5 Prozent waren allein erziehende Mütter und 27,9 Prozent waren keine Familien. 25,2 Prozent aller Haushalte waren Singlehaushalte und in 14,2 Prozent lebten Menschen mit 65 Jahren oder darüber. Die Durchschnittshaushaltsgröße betrug 2,46 und die durchschnittliche Familiengröße betrug 2,94 Personen.
24,8 Prozent der Bevölkerung waren unter 18 Jahre alt. 7,9 Prozent zwischen 18 und 24 Jahre, 23,5 Prozent zwischen 25 und 44 Jahre, 22,7 Prozent zwischen 45 und 64 Jahre und 21,1 Prozent waren 65 Jahre alt oder älter. Das Durchschnittsalter betrug 41 Jahre. Auf 100 weibliche Personen kamen 95,1 männliche Personen. Auf 100 erwachsene Frauen ab 18 Jahren kamen 92,2 Männer.
Das jährliche Durchschnittseinkommen eines Haushalts betrug 34.500 USD, das Durchschnittseinkommen einer Familie betrug 41.386 USD. Männer hatten ein Durchschnittseinkommen von 30.236 USD, Frauen 21.119 USD. Das Prokopfeinkommen betrug 16.100 USD.
4,8 Prozent der Familien und 8,3 Prozent der Bevölkerung lebten unterhalb der Armutsgrenze.

## Orte im County
- Antelope
- Aulne
- Burns
- Canada
- Durham
- Eastshore
- Florence
- Goessel
- Hillsboro
- Lehigh
- Lincolnville
- Lost Springs
- Marion
- Oursler
- Peabody
- Pilsen
- Ramona
- Tampa
- Waldeck

Townships
- Blaine Township
- Catlin Township
- Centre Township
- Clark Township
- Clear Creek Township
- Colfax Township
- Doyle Township
- Durham Park Township
- East Branch Township
- Fairplay Township
- Gale Township
- Grant Township
- Lehigh Township
- Liberty Township
- Logan Township
- Lost Springs Township
- Menno Township
- Milton Township
- Moore Township
- Peabody Township
- Risley Township
- Summit Township
- West Branch Township
- Wilson Township